# Джазз (футбольний клуб)
Футбольний клуб «Джазз» (фін. FC Jazz Oy) — фінський футбольний клуб з Порі, заснований у 1934 році. Виступає у лізі Kakkonen. Домашні матчі приймає на стадіоні «Порі», місткістю 12 600 глядачів.

## Досягнення
- Вейккаусліга
  - Чемпіон (2): 1993, 1996
- Кубок Фінляндії
  - Фіналіст (1): 1995
- Кубок фінської ліги
  - Фіналіст (1): 1994.